# 陈积
陈积（1976年12月5日—），出生于上海，中国女子手球运动员，曾代表中国参加2004年夏季奥运会女子手球比赛。她也参加了1999年亚洲女子手球锦标赛，获得亚军。